# Antoni Duljović
Antoni Duljović (ur. 26 czerwca 1914 we wsi Ružići k. Banja Luki, zm. 11 lipca 1943 we wsi Gumjera) – chorwacki duchowny, sługa Boży Kościoła katolickiego.

## Życiorys
Syn Lovrena i Any. Pochodził z wielodzietnej rodziny chłopskiej. W 1928 rozpoczął naukę w seminarium duchownym w Travniku. Naukę kontynuował w Wyższym Seminarium Duchownym w Sarajewie. 30 kwietnia 1939 został wyświęcony na kapłana. Pierwszą parafią do której został skierowany była Gumjera nad rzeką Vrbas k. Prnjavora, w której mieszkało 120 rodzin polskich. Wcześniej parafia nie miała własnego proboszcza i zarządzali nią proboszczowie z parafii sąsiednich. Wkrótce nauczył się języka polskiego i zaangażował się w pracę z dziećmi i młodzieżą.
Od 1942 w rejonie Gumjery działał oddział serbskich czetników. Mimo ostrzeżeń ordynariusza diecezji banialuckiej ks. Duljović nie opuścił parafii i zdecydował się pozostać w miejscu, w którym prowadził pracę duszpasterską. Po wyjeździe kilku duchownych w 1943 obsługiwał poza swoją także osiem sąsiednich parafii. W czerwcu 1943 w pobliżu kościoła otwarto serbską gospodę. Duljović jako proboszcz parafii katolickiej przestrzegał młodzież przed wizytami w gospodzie, co nie zyskało aprobaty miejscowych Serbów. 11 lipca 1943 grupa dwudziestu osób w mundurach otoczyła budynek plebanii. Po dokonaniu rabunku księdza wyprowadzono z budynku wraz z jednym z parafian. Następnie ksiądz Duljović został zakłuty nożami przez napastników i zrzucony z urwiska w pobliżu wsi Gumjera. Dwa dni później odbył się pogrzeb duchownego na miejscowym cmentarzu. Uroczystości żałobne prowadził ks. Alfred Pichler z Aleksandrovaca.

## Pamięć
Po II wojnie światowej Polacy mieszkający w Gumjerze zostali repatriowani i osiedlili się w Ocicach i Mierzwinie, w województwie dolnośląskim. Z Bośni przywieźli portrety i zdjęcia Duljovicia, jedno z nich znalazło się w kościele parafialnym. Teren dawnej wsi Gumjera opustoszał, zniszczeniu uległ także cmentarz z grobem duchownego. Od 1999 trwają starania o beatyfikację ks. Dujlovicia. Inicjatywa mieszkańców Ocic i Mierzwina uzyskała poparcie biskupa legnickiego Tadeusza Rybaka. Proces beatyfikacyjny rozpoczął się w roku 2014. W 2015 komisja przygotowująca dokumentację spotkała się w Bolesławcu z ordynariuszem diecezji banialuckiej – bp. Franjo Komaricą.
W 2004 ukazała się książka Anto Orlovaca Vjeran do smrti. Život i mučeništvo banjolučkoga svećenika Ante Dujlovića.
12 czerwca 2022 r. w Ocicach biskup legnicki Andrzej Siemieniewski i biskup Franjo Komarnica otworzyli muzeum księdza Antoniego Dujlovicia. Muzeum prowadzą siostry adoratorki.